# Olympische Jugend-Sommerspiele 2014/Teilnehmer (Nicaragua)
| Gelbes Symbol für Goldmedaillen mit stilisierten Olympischen Ringen | Graues Symbol für Silbermedaillen mit stilisierten Olympischen Ringen | Braundes Symbol für Bronzemedaillen mit stilisierten Olympischen Ringen |
| ------------------------------------------------------------------- | --------------------------------------------------------------------- | ----------------------------------------------------------------------- |
| —                                                                   | —                                                                     | —                                                                       |

Die Jugend-Olympiamannschaft aus Nicaragua für die II. Olympischen Jugend-Sommerspiele vom 16. bis 28. August 2014 in Nanjing (Volksrepublik China) bestand aus vier Athleten.

## Athleten nach Sportarten

### Gewichtheben
Jungen
- Orlando Vásquez
Bantamgewicht: 9. Platz

### Leichtathletik
Mädchen
- Jahoska de los Ángeles Espinales
800 m: DNF

### Ringen
Jungen
- Miguel Gurdian
Freistil bis 46 kg: 7. Platz

### Schwimmen
Mädchen
- Carmen Guerra
50 m Brust: 29. Platz
100 m Brust: 27. Platz